# アジア太平洋映画祭
アジア太平洋映画祭（あじあたいへいようえいがさい）は、1954年に創設されたアジア映画製作連盟が主催する映画の賞である。最初の名は東南アジア映画祭。次にアジア映画祭（1957～83）。

## 概要
東南アジア映画市場開拓に力を入れる日本の大映代表取締役社長の永田雅一を主催とし、フィリピンのマニュエル・デ・レオン、タイのバアヌ・ユガラ、インドネシアのオスマー・イスマイル、香港、シンガポールのロク・ワン・トオ（陸運濤）、ランラン・ショウ（邵逸夫）、ランミー・ショウ（邵仁枚）らの署名と業界の一致によって創設された映画祭。

## 歴代各賞

### 第1回（1954年）
作品部門
- 最高賞『金色夜叉』

俳優部門
- 男優賞 山村聡『山の音』
- 女優賞 原節子『山の音』

スタッフ部門
- 監督賞 成瀬巳喜男『山の音』
- 音楽賞 斎藤一郎『金色夜叉』[要出典]
- 録音賞 下永尚『山の音』[1]

### 第2回（1955年）
作品部門
- 最高賞『春琴物語』

俳優部門
- 女優賞 岸惠子『亡命記』

### 第3回（1956年）
俳優部門
- 女優賞 高峰秀子『浮雲』

スタッフ部門
- 特殊効果賞 『宇宙人東京に現わる』
- 撮影賞 渡辺公夫『宇宙人東京に現わる』

### 第4回（1957年）
作品部門
- 最高賞 『朱雀門』

スタッフ部門
- 撮影賞 宮川一夫 『朱雀門』

特別部門
- ゴールデン・ハーベスト賞 市川雷蔵 (8代目) 『朱雀門』

### 第5回（1958年）
スタッフ部門
- 撮影賞 厚田雄春『彼岸花』

### 第6回（1959年）
俳優部門
- 男優賞 中村錦之助『一心太助 天下の一大事』
- 助演男優賞 月形龍之介『一心太助 天下の一大事』

スタッフ部門
- 監督賞 増村保造『氷壁』
- 脚本賞 新藤兼人『氷壁』
- 撮影賞（カラー） 村井博『氷壁』
- 録音賞 渡辺利一『氷壁』
- 美術賞 下河原友雄『氷壁』

### 第7回（1960年）
俳優部門
- 最優秀女優賞 尤敏『家有喜事』

スタッフ部門
- 編集賞 黒岩義民『黒い画集 あるサラリーマンの証言』

### 第8回（1961年）
作品部門
- 最高賞 『女は夜化粧する』

俳優部門
- 助演男優賞 中村伸郎『秋日和』

スタッフ部門
- 撮影賞 厚田雄春『秋日和』

### 第9回（1962年）
スタッフ部門
- 監督賞 増村保造『妻は告白する』
- 編集賞 中静達治『妻は告白する』
- 録音賞 小沼渡『椿三十郎』

### 第10回（1963年）
作品部門
- 最高賞 『古都』

スタッフ部門
- 監督賞 市川崑『私は二歳』
- 編集賞 中静達治『私は二歳』

### 第12回（1965年）
作品部門
- 最高賞 『仇討』

俳優部門
- 助演女優賞 八千草薫『美しさと哀しみと』

スタッフ部門
- 編集賞 宮本信太郎

### 第13回（1966年）
俳優部門
- 助演男優賞 中村賀津雄『湖の琴』

スタッフ部門
- 編集賞 『にっぽん泥棒物語』

### 第14回（1967年）
俳優部門
- 助演女優賞 淡島千景『私、違っているかしら』
- コメディー男優賞 ハナ肇『なつかしい風来坊』
- アニメーション賞 『展覧会の絵』

### 第15回（1968年）
スタッフ部門
- 撮影賞 上原明『大怪獣空中戦 ガメラ対ギャオス』

### 第16回（1970年）
スタッフ部門
- 監督賞 チャン・チェ『ヴェンジェンス 報仇』

### 第19回（1973年）
作品部門
- 最高賞 『サンダカン八番娼館 望郷』

### 第20回（1974年）
スタッフ部門
- 編集賞 池田美千子『日本沈没』
- 特殊技術賞 中野昭慶『日本沈没』
- 幻想ストーリー賞 小松左京『日本沈没』

### 第21回（1975年）
俳優部門
- 最優秀主演女優賞 ブリジット・リン『ロンゲスト・ブリッジ』

### 第22回（1976年）
俳優部門
- 女優賞 秋吉久美子『挽歌』

### 第23回（1977年）
作品部門
- 最高賞『先生のつうしんぼ』

スタッフ部門
- 効果賞『HOUSE ハウス』
- 特別賞『HOUSE ハウス』
- 監督賞 篠田正浩『はなれ瞽女おりん』
- 監督賞 武田一成『先生のつうしんぼ』

### 第24回（1978年）
俳優部門
- 主演男優賞 高倉健『幸福の黄色いハンカチ』

### 第26回（1980年）
スタッフ部門
- 美術賞 木村威夫『天平の甍』

### 第28回（1982年）
俳優部門
- 主演男優賞 高倉健『駅 STATION』

### 第29回（1983年）
作品部門
- 最高賞『細雪』

俳優部門
- 主演女優賞 田中裕子『天城越え』

スタッフ部門
- 監督賞 市川崑『細雪』

### 第30回（1984年）
俳優部門
- 助演男優賞 杉浦直樹『ときめきに死す』

特別賞
- 審査員特別賞 市川崑『おはん』

### 第31回（1985年）
俳優部門
- 主演男優賞 千秋実『花いちもんめ。』

### 第34回（1989年）
スタッフ部門
- 脚本賞 石堂淑朗『黒い雨』

### 第35回（1990年）
作品部門
- 最高賞『あ・うん』

俳優部門
- 主演男優賞 高倉健『あ・うん』
- 助演男優賞 長塚京三『宇宙の法則』

スタッフ部門
- 編集賞 飯塚勝
- 音楽賞 朝川朋之『あ・うん』

### 第36回（1991年）
俳優部門
- 主演女優賞 石田えり『飛ぶ夢をしばらく見ない』『Aya』

### 第37回（1992年）
スタッフ部門
- 特殊効果賞 川北紘一『ゴジラvsモスラ』
- 監督賞 神山征二郎『遠き落日』

### 第38回（1993年）
俳優部門
- 助演男優賞 チェ・ミンシク

### 第40回（1995年）
俳優部門
- 助演男優賞 三國連太郎『女ざかり』

スタッフ部門
- 最優秀音楽賞 谷川賢作『四十七人の刺客』
- 編集賞 大林宣彦『女ざかり』

### 第42回（1997年）
俳優部門
- 最優秀主演男優賞 役所広司『うなぎ』

スタッフ部門
- 監督賞 今村昌平『うなぎ』

### 第43回（1998年）
俳優部門
- 助演男優賞 中井貴一『愛を乞うひと』
- 助演女優賞 富司純子『おもちゃ』

スタッフ部門
- 撮影賞 坂本典隆『SADA〜戯作・阿部定の生涯』
- 編集賞 大林宣彦『SADA〜戯作・阿部定の生涯』
- 脚本賞 鄭義信『愛を乞うひと』

### 第44回（1999年）
俳優部門
- 主演男優賞 高倉健『鉄道員（ぽっぽや）』
- 助演男優賞 役所広司『ニンゲン合格』

スタッフ部門
- 撮影賞 木村大作『鉄道員（ぽっぽや）』

### 第45回（2000年）
スタッフ部門
- 美術賞 西岡善信『長崎ぶらぶら節』
- アニメーション賞 『風を見た少年 The Boy Who Saw The Wind』

### 第47回（2002年）
作品部門
- 最高賞『命』

俳優部門
- 主演女優賞 江角マキコ『命』
- 助演男優賞 橋爪功『ミスター・ルーキー』

スタッフ部門
- 音楽賞 安川午朗『ドッグスター』

### 第48回（2003年）
俳優部門
- 最優秀男優賞 織田裕二『踊る大捜査線 THE MOVIE 2 レインボーブリッジを封鎖せよ!』

スタッフ部門
- 美術賞 稲垣尚夫、竹内公一『T.R.Y.』
- 編集賞 普嶋信一『ゴジラ×メガギラス G消滅作戦』

### 第49回（2004年）
俳優部門
- 助演男優賞 香川照之『嗤う伊右衛門』

スタッフ部門
- 撮影賞 モハマド・アズラ・カマルディン
- 美術賞 中澤克巳『嗤う伊右衛門』
- 脚本賞 田中陽造『透光の樹』
- 特殊効果賞 佛田洋、氷見武士『デビルマン』

### 第50回（2005年）
スタッフ部門
- 美術賞 清水剛 『戦国自衛隊1549』

### 第55回（2012年）
俳優部門
- 最優秀助演女優賞 渡辺真起子『チチを撮りに』

スタッフ部門
- 最優秀監督賞 是枝裕和『奇跡』

### 第56回（2013年）
作品部門
- 最優秀作品賞『そして父になる』

スタッフ部門
- 最優秀監督賞 是枝裕和『そして父になる』

### 第59回（2018年）
スタッフ部門
- 特別賞『心に吹く風』